# Sphenostylis
Sphenostylis es un género de plantas con flores con 19 especies perteneciente a la familia Fabaceae.

## Especies
- Sphenostylis angustifolia
- Sphenostylis bracteata
- Sphenostylis briarti
- Sphenostylis calantha
- Sphenostylis capitata
- Sphenostylis congensis
- Sphenostylis erecta
- Sphenostylis gossweileri
- Sphenostylis holosericea
- Sphenostylis homblei
- Sphenostylis kerstingii
- Sphenostylis marginata
- Sphenostylis obtusifolia
- Sphenostylis ornata
- Sphenostylis ringoeti
- Sphenostylis schweinfurthii
- Sphenostylis stenocarpa
- Sphenostylis wildemaniana
- Sphenostylis zimbabweensis